# Elsa Anka
María Elsa Anka Lardín (Barcelona, 16 de desembre de 1965), més coneguda com a Elsa Anka, és una presentadora catalana de TV.

## Els inicis
Els seus inicis professionals se situen al món de la publicitat, encara que ja el 1986 va fer les seves primeres aparicions en televisió, interpretant petits papers en els esquetxos del programa Ahí te quiero ver que presentava Rosa María Sardà a TVE.

## Primeres experiències com a presentadora
Posteriorment, el 1990 presenta Polvo de estrellas a Antena 3 i el 1993, es va unir a Emilio Aragón i Belén Rueda al magazine Noche, noche. La seva següent experiència a la pantalla petita va ser a Telemadrid, co-presentant, al costat de Juan Manuel López Iturriaga el programa esportiu El friqui, durant la temporada 1994-1995. Seguirien Persones humanes (1995-1996) a Tv3, Sonría, por favor (1996), a Telecinco, Puerta a la fama (1996), a Telemadrid, El Gran Juego de la Oca (1998), amb Andrés Caparrós i Paloma Marín a Telecinco i Todo en familia (1999) amb Ramón García a TVE, El gran parchís TV (2001) a Telemadrid i El Show de los Números Rojos (2001) al Canal 9.

## Altres dedicacions
Durant aquest temps també va provar sort com a actriu i va participar en el muntatge de l'obra Torna-la a tocar, Sam de Woody Allen.
En 2003 va participar en l'espai La isla de los famosos  d'Antena 3 on va ser la sisena expulsada de l'illa amb un dels majors percentatges del programa, amb el 96% dels vots, tres anys després va aparèixer en el concurs de patinatge El desafiament sota zero, de Telecinco. Posteriorment, va treballar com a actriu de doblatge.
El 2010 va participar en la pel·lícula Herois dirigida per Pau Freixes i Albert Espinosa. El 2011 protagonitza un espot publicitari per a Mòbil per Euros.
Al febrer de 2005, va protagonitzar la portada de la revista Interviú, quan aquesta complia el seu número 1500.

## Consolidació professional a la televisió
Entre els anys 2007 i 2008 presenta el programa Zàping de Zàping a 8tv i paral·lelament col·labora al programa Condició Femenina al Canal Català.
El 2012 treballa en un programa de videncia, com a presentadora i introductora d'un vident conegut com a Maestro Joao. A més participa en la seria Hospital Central, al capítol 291 Al Central.
El 2012 condueix com a presentadora la II edició dels Premis Quearte dins de la Passarel·la Viana, cerimònia que premia a personatges de la cultura, la moda, la comunicació i l'art. Elsa Anka va ser la primera presentadora pública i oficial d'aquesta gala. El 2014 reapareix en televisió al programa de Sálvame parlant de la seva trajectòria a la televisió entre altres temes.
Al novembre i desembre de 2014 col·labora com a convidada a diversos programes de Gran Hermano 15: El Debat a Telecinco.
Al gener de 2015 s'anuncia que serà la nova presentadora del programa Perdona? al Canal BOM i RAC 105 TV. Paral·lelament, des de desembre de 2015 col·labora esporàdicament al programa Trencadís a 8tv.